# Comisión de Peces de los Estados Unidos
La Comisión de Peces de EE. UU., también conocida como Comisión de Peces y Piscicultura de EE. UU. (o USBF, United States Commission of Fish and Fisheries, por su acrónimo en inglés) fue una agencia del gobierno de Estados Unidos creada en 1871 para investigar, promover y preservar las pesqueras de EE. UU. En 1903, se reorganizó como la Agencia de Estados Unidos de Explotación pesquera, el cual operó hasta 1940.

Insignia de la USBF.

## Historia

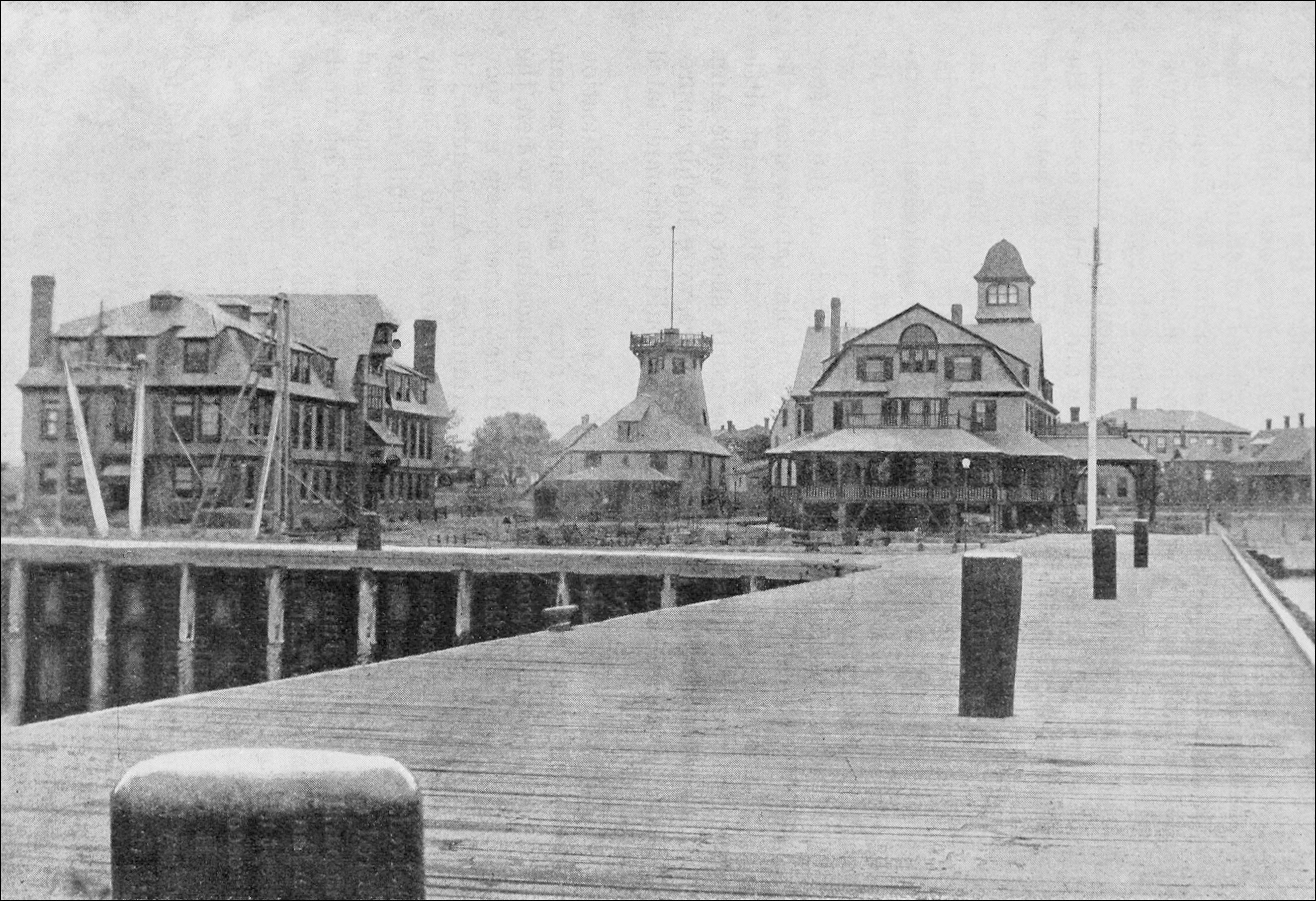
Edificios y muelles en Laboratorio Biológico Marino c. 1892

Robert Barnwell Roosevelt, un congresista demócrata de Nueva York y 4.º congresal de Distrito, originó la ley para crear la Comisión de Peces de EE. UU. en la Cámara de Representantes de Estados Unidos. Y, se estableció por una resolución de junta (16 Stat. 593) del Congreso de Estados Unidos el 9 de febrero de 1871, cuando una comisión independiente con un mandato para investigar las causas de la disminución de peces comerciales y otros animales acuáticos en aguas costeros de EE. UU. para recomendar remedios al Congreso de EE. UU. y los estados, y para supervisar los esfuerzos de restauración. La Comisión estuvo organizada EN tres divisiones:  la División de investigación respecto a Alimento-Peces y Pesca, la División de Pesquerías, y la División de Piscicultura.
Bajo la jefatura de primer Spencer F. Baird, luego Marshall McDonald, George Brown Goode, y finalmente George Bowers, la Comisión de Peces de EE. UU. llevó a cabo investigaciones extensas de los peces, mariscos, mamíferos marinos, y otras vidas en ríos, lagos, y aguas marinas de EE. UU. y sus territorios; correspondido ampliamente con investigadores marinos alrededor del mundo; escrutando tecnologías de pesca; diseñando, construyendo, y operando criaderos para variedades y especies de peces; y supervisó el sello de piel  en el Territorio de Alaska, incluyendo las Islas Aleutianas. El criadero Edenton se estableció en 1899.
De 1871 a 1903, el informe Anual de la Comisión al congreso detalló sus esfuerzos y hallazgos en todas esas áreas. De 1881 a 1903, la Comisión también publicó un Boletín anual de la Comisión de Peces de Estados Unidos sumariando el informe Anual de la comisión al Congreso y correspondencia.  Los boletines incluyeron detallados informes de pescadores y agentes de puertos pesqueros comerciales alrededor de EE. UU. y Canadá, informes y letras de naturalistas e investigadores piscícolas alrededor de Estados Unidos y en otros países, y descripciones de los cruceros exploratorios de la Comisión. En 1884, la Comisión publicó el trabajo seminal, Fisheries y Fisheries Industrias de los Estados Unidos.
Tres barcos se construyeron para la Comisión: la goleta de 48 m USFC Pez Hawk, el cual sirvió como estación flotante de criadero y pesca y fue un barco de búsqueda de 1880 a 1926; el bergantín de 71 m aparejada USFC Albatros, el cual operó como barco de búsqueda y pesca de 1882 a 1921 excepto periodos breves de uso por la U.S. Navy en 1898 y de 1917 a 1919; y la goleta de 27 m USFC Grampus, el cual estuvo encargado en 1886 y operado como barco de búsqueda hasta al menos 1921.

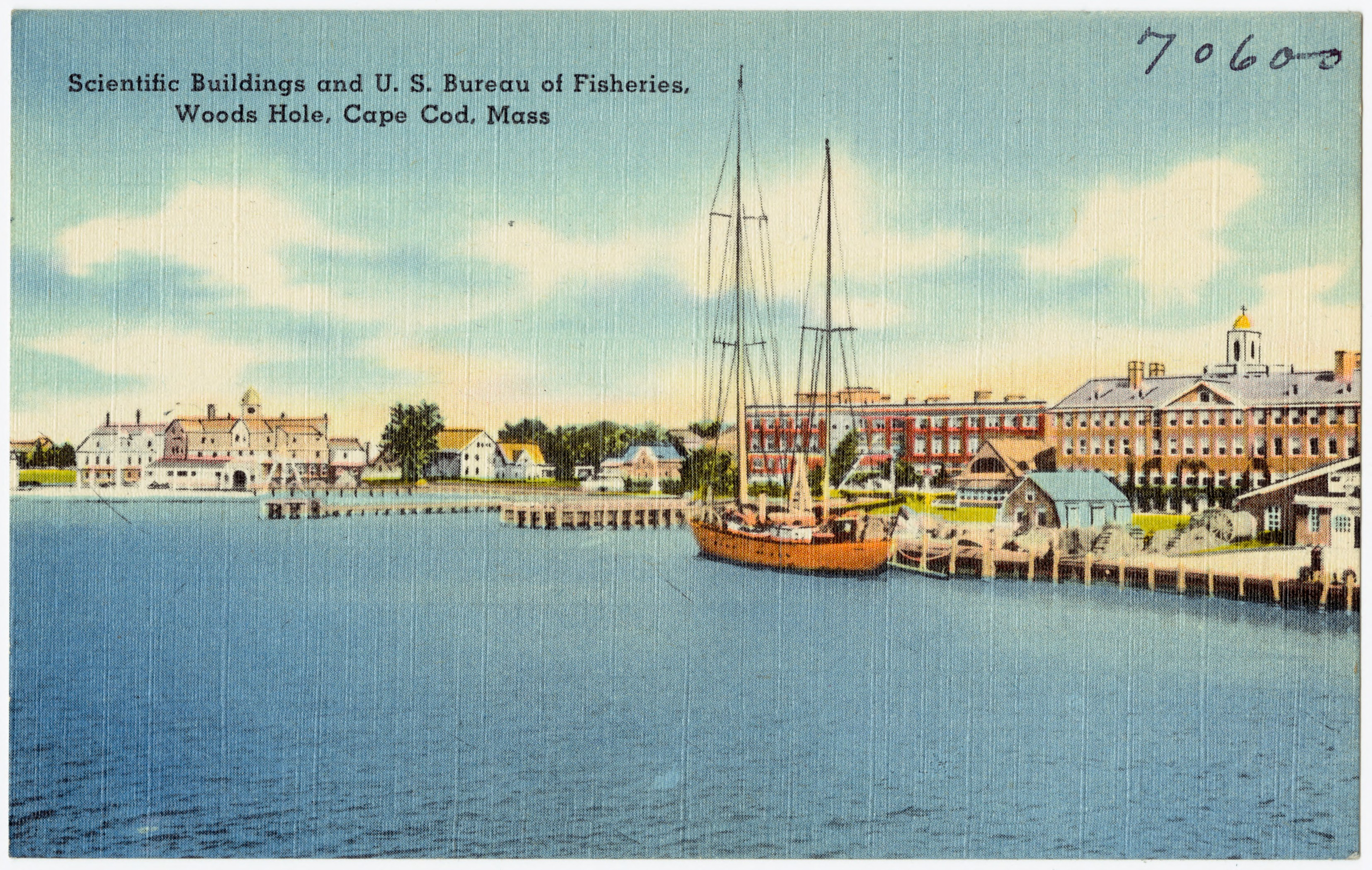
Postal de la Agencia pesquera de EE. UU. de los 1930s.

Por un Acto de Congreso del 14 de febrero de 1903, la Comisión de Peces de EE. UU. devino parte del creado Departamento de Estados Unidos de Comercio y Trabajo y estuvo reorganizado como la Agencia de Estados Unidos de Pesca, el 1 de julio de 1903. En 1913, el Departamento de Comercio y Trabajo estuvo dividido al Departamento de Estados Unidos de Comercio y el Departamento de Estados Unidos de Trabajo, y la Agencia de Pesca devino parte del Departamento nuevo de Comercio. En 1939, la Agencia de Pesca se transfirió al Departamento de Estados Unidos del Interior, y el 30 de junio de 1940, se fusionó con la División del Departamento de Interior de Encuesta Biológica para formar el Servicio de Peces y Fauna y Flora de EE. UU. una Unidad del Departamento de Interior.

## Desarrollos posteriores
En 1956, el Servicio de Peces y Fauna y Flora dividieron sus operaciones en dos Agencias, la Agencia de Deporte de Pesca y Fauna y flora y la Agencia de Pesca Comercial, con este heredando la historia y patrimonio de la Comisión de Peces de EE. UU. vieja Agencia de EE. UU. de Pesca. Al formarse la Administración Oceánica y Atmosférica Nacional (NOAA) dentro del Departamento de Comercio el 3 de octubre de 1970, la Agencia de Pesca Comercial se fusionó con los Laboratorios de agua salada de la Agencia de Pesca Deportiva y Fauna y flora para formar Servicio Nacional de Pesca Marina (NMFS), un elemento del NOAA, y la Agencia anterior de Pesca Comercial con barcos de búsqueda resubordinados a la Flota del NOAA. El NMFS está considerado el sucesor de hoy día moderno de la Comisión de Peces de EE. UU. y la Agencia de EE. UU. de Pesca.